# Edler Maushamster
Der im nördlichen Iran endemische Edle Maushamster (Calomyscus grandis) zählt zur Gattung der Maushamster. Er ist nur von wenigen Individuen bekannt. Die Population zählte bis 1995 als Unterart des Zagros-Maushamsters (Calomyscus bailwardi). Als nächste Verwandte werden Goodwins Persischer Maushamster (Calomyscus elbruzensis) oder eine Entwicklungslinie aus dem Urartu-Maushamster (Calomyscus urartensis) und dem Afghanischen Maushamster (Calomyscus mystax) vermutet.

## Merkmale
Erwachsene Exemplare sind ohne Schwanz 75 bis 94 mm lang, die Schwanzlänge liegt bei 88 bis 99 mm, die Hinterfüße sind 20 bis 22 mm lang und die Länge der Ohren beträgt 19 bis 20 mm. Gewichtsangaben fehlen. Damit ist die Art größer als andere Gattungsvertreter. Zusätzlich ist das graue bis gelbbraune Fell innerhalb der Gattung am dunkelsten. Viele Haare besitzen schwarze Spitzen. Andere Abweichungen zu anderen Gattungsmitgliedern bestehen in Differenzen des Schädelbaus. Maushamster haben gewöhnlich eine weißliche Unterseite.

## Verbreitung und Lebensweise
Die Art ist nur von den vorgelagerten Hügeln und Hängen des Elburs-Gebirges bekannt, wo sie etwa 2600 Meter Höhe erreicht. Sie lebt in felsigen Regionen mit spärlichem Bewuchs und besucht gelegentlich Gärten. Weitere Informationen zum Verhalten liegen nicht vor.

## Gefährdung
Die IUCN listet den Edlen Maushamster aufgrund nicht vorhandener Informationen zu möglichen Bedrohungen und zur Größe der Population mit unzureichende Datenlage (data deficient).